# Cotu Ciorii
Cotu Ciorii – wieś w Rumunii, w okręgu Buzău, w gminie C.A Rosetti. W 2011 roku liczyła 585 mieszkańców.